# Driehuizen (Texel)
Driehuizen is een buurtschap in de gemeente Texel in de provincie Noord-Holland.
Driehuizen ligt net ten zuiden van Den Burg op het Nederlandse waddeneiland Texel. De plaatsnaam is afkomstig van het feit dat in niets plots drie boerderijen bij elkaar stonden, waarschijnlijk al in de 16e eeuw.
De oudste bewoning in het gebied stamt uit de Merovingische tijd (van circa 450 tot circa 750 na Christus). Er werd bewoning  aangetroffen in het hoge land tussen Driehuizen, Operen en Immetjeshoeve. Daar waar de Laanweg, Westerweg en Akenbuurt samenkomen zijn de resten van een grafveld gevonden.

## Geboren
- Henk Zijm (1952), wiskundige en wetenschapper

Dorpen en gehuchten: 't Horntje · De Cocksdorp · De Koog · De Waal · Den Burg · Den Hoorn · Oosterend · Oudeschild

Buurtschappen: Bargen · Burger Nieuwland · De Kuil · De Naal ·  De Nes · De Westen · Dijkmanshuizen · Driehuizen · Harkebuurt · Het Noorden · Midden-Eierland · Molenbuurt · Nieuweschild · Noord Haffel · Noorderbuurt · Ongeren · Oost · Spang · Spijkdorp · Tienhoven · Westergeest · Westermient · Zevenhuizen · Zuid-Eierland · Zuid Haffel

Noord-Holland: Steden en dorpen in Noord-Holland      Nederland: Provincies · Gemeenten